# Enderleinellus insularis
Enderleinellus insularis är en insektsart som beskrevs av Werneck 1948. Enderleinellus insularis ingår i släktet Enderleinellus och familjen ekorrlöss. Inga underarter finns listade i Catalogue of Life.